# Formica aerata
Formica aerata, furnica de câmp gri, este o specie de furnică din familia Formicidae.